# 1683
Évszázadok: 16. század – 17. század – 18. század
Évtizedek: 1630-as évek – 1640-es évek – 1650-es évek – 1660-as évek – 1670-es évek – 1680-as évek – 1690-es évek – 1700-as évek – 1710-es évek – 1720-as évek – 1730-as évek
Évek: 1678 – 1679 – 1680 – 1681 –  1682 – 1683 – 1684 – 1685 – 1686 – 1687 – 1688

## Események

### Határozott dátumú események
- január 11. – Kuruc országgyűlés Kassán.[1]
- március 31. – Sobieski János lengyel király és I. Lipót szövetséget köt. (Támogatásáról biztosította a császárt II. Miksa Emánuel bajor választófejedelem és III. János György szász választófejedelem.)[1]
- június 7. – Thököly Imre erdélyi fejedelem Eszéken csatlakozik Kara Musztafa nagyvezír táborához.
- június 12. – Leleplezik a II. Károly angol király leleplezésére irányuló állítólagos rozsraktári összeesküvést(wd) (Rye House Plot).[2]
- július 7. – A török elől I. Lipót udvarával Bécsből Linzbe menekül.[1]
- július 14. – A Kara Mustafa által vezetett török haderő Bécs alá ér.[3]
- július 26. – Thököly csapatai elfoglalják a pozsonyi várat.[1]
- szeptember 12. – A Sobieski János lengyel király vezette lengyel–osztrák–német hadsereg a kahlenbergi csatában vereséget mér a törökökre. (Vereséggel végződő török hadjárat Bécs ellen.)[4]
- december 25. – Kara Musztafa nagyvezírt Nándorfehérváron IV. Mehmed szultán megfojtatja.[1]

### Határozatlan dátumú események

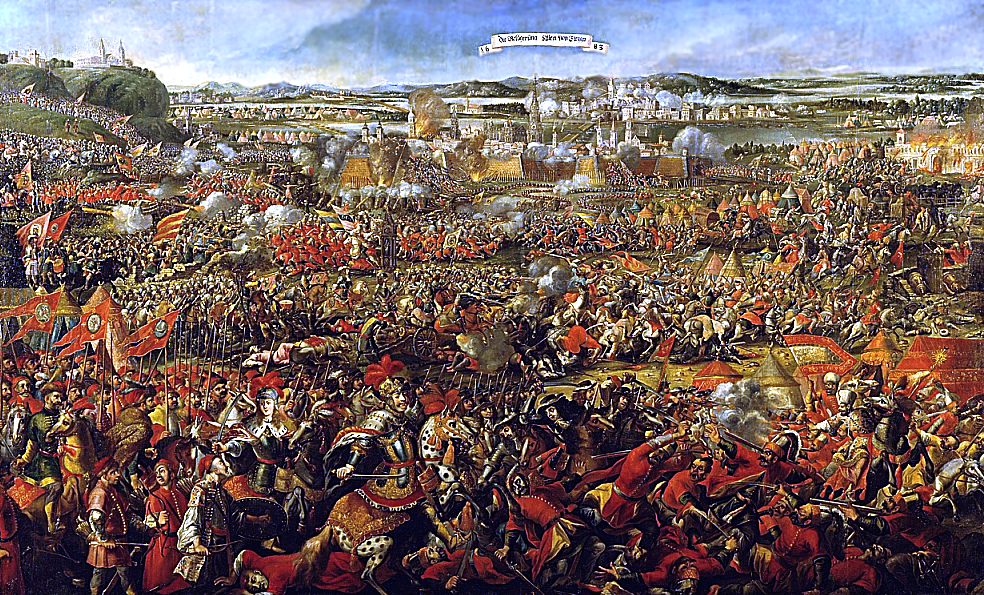
Bécs török ostroma

- Sobieski János és Lotaringiai Károly felszabadítják Esztergomot a török uralom alól. (A visszafoglalt székesegyház igen rossz állapotban van.)[5]

## Születések
- február 28. – René Antoine Ferchault de Réaumur, francia természettudós († 1757)
- május 9. – Burkhard Christoph von Münnich, szász származású hadmérnök, a francia, hesseni, szász majd orosz cári haderő tisztje, az orosz cári hadsereg főparancsnoka († 1767)
- június 23. – Étienne Fourmont francia orientalista, sinológus († 1745)
- szeptember 25. – Jean-Philippe Rameau, francia barokk zeneszerző, zeneelméleti író († 1764)
- december 19. – V. Fülöp spanyol király, francia királyi herceg, XIV. Lajos francia király unokája, Anjou hercege (1683–1710), spanyol király (1700–1746),  a Bourbon-ház első tagja Spanyolország  trónján († 1746)

## Halálozások
- szeptember 6. – Jean-Baptiste Colbert francia államférfi, a merkantilizmus (colbertizmus) képviselője (* 1619)
- november 23. – Buzinkai Mihály magyar református tanár (* 1620 körül)
- december 25. – Kara Musztafa szultáni nagyvezír (* 1634 vagy 1635)